# Monopolgebühr (Schweiz)
Die Monopolgebühr ist in der Schweiz eine Abgabe auf "gebrannte Wasser" (Ethanol).

## Allgemeines und Grundlagen
Die Monopolgebühr ist eine Verbrauchsteuer.
Die Monopolgebühr wird aufgrund des Bundesgesetz über die gebrannten Wasser (Alkoholgesetz) vom 21. Juni 1932 (Stand am 27. Januar 2004) durch die Eidgenössische Zollverwaltung (EZV) erhoben.
Ausgenommen von der Monopolgebühr sind natürlich vergorene alkoholhaltige Getränke bis zu 18 % Volumen, zum Beispiel Cidre und Naturwein.

## Zweck
Die Monopolgebühr und das Alkoholgesetz dienen hauptsächlich der Bekämpfung von Alkoholismus, sowie Ursachen und Wirkung von Suchtproblemen.
Jedoch kommt der Abgabe auch eine große fiskalische Bedeutung hinzu.

## Erlös
Der Reinertrag betrug im Jahre 2003 247,8 Mio. Fr.
Er fließt zu 90 % in die Bundeskasse, und die restlichen 10 % an die Kantone.